# 손희송
손희송(孫凞松, 1957년 1월 28일 ~ )은 대한민국의 로마 가톨릭교회 성직자이다. 세례명은 베네딕토이며, 제3대 천주교 의정부교구의 교구장 주교이다. 

## 유년시절과 가계배경
손희송 주교는 1957년 1월 28일 경기도 연천군 연천읍 차탄리에서 손광호(마태오)와 양기순(마리아) 슬하에 3남 2녀 중 막내로 태어났다.
연천공소 회장 이었던 손희송 주교의 아버지는 손희송 주교가 말을 하기 시작 했을때부터 기도를 가르쳤다. 주교의 가족에게 기도는 ‘의무’였다. 매일 온 가족이 모여 기도를 바쳤다. 할아버지 손순재(프란치스코)는 손주들이 기도문을 제대로 외우지 못하면 회초리를 들기도 했다.
아버지는 손희송 주교가 어렸을 때부터 틈만 나면 "너는 신부가 돼라."고 이야기했고, 손희송 주교는 자연스럽게 성소(신부가 되는 꿈)를 키웠다. 아들의 신앙을 이끌어주던 아버지는 어느 날 여름 갑작스럽게 세상을 떠났다. 손희송 주교가 14살 되던 해였다.
이후 손희송 주교는 연천중학교와 성신고등학교를 졸업하고 1975년 가톨릭대학교 신학대학에 입학했다.

## 사제와 주교
1986년 7월 4일 사제서품을 받았고 사제서품을 받은직후 손희송 주교는 오스트리아 유학을 떠나 인스브루크 대학교에서 신학 석사학위를 받았다.
이후 용산본당 주임신부, 가톨릭대학교 신학대학 교수, 서울대교구 사목국장을 역임하고 2015년 7월 14일 교황 프란치스코에 의해 서울대교구 보좌주교로 임명되었고 8월 28일 캄플룸 명의주교로 서품되었다.
손희송 주교는 서울대교구 보좌주교 동안 서울대교구 총대리와 서울대교구 서서울지역 담당 교구장대리, 재단법인 바보의나눔 이사장, 재단법인 가톨릭평화방송 이사장으로 활동해 왔다.
2024년 3월 13일 교황 프란치스코는  이기헌 주교의 천주교 의정부교구 교구장직의 사임요청을 수락하고, 그 후임으로 서울대교구 총대리 손희송 주교를 임명하였다.
손희송 주교의 의정부교구 교구장 주교좌 착좌식은 2024년 5월 2일 킨텍스에서 열렸다.

## 경력
- 1986년 7월 4일: 사제서품
- 1986년 7월~1992년 10월: 오스트리아 유학
- 1992년 10월~1994년 9월: 용산성당 주임신부
- 1994년 9월~2015년 2월: 가톨릭대학교 신학대학 교수
- 2005년 12월~2014년 2월: 주교회의 신앙교리위원회 총무
- 2012년 8월~2015년 8월: 서울대교구 사목국장
- 2012년 9월~2015년 8월: 주교회의 평신도사도직위원회 총무
- 2015년 8월 28일: 주교서품
- 2015년 8월~2024년 5월: 서울대교구 보좌주교 (캄플룸 명의주교)
- 2016년 3월~2018년 3월: 주교회의 신앙교리위원회 위원장
- 2016년 6월~2024년 3월: 서울대교구 총대리
- 2016년 6월~2024년 3월: (재)가톨릭평화방송.평화신문 이사장
- 2016년 6월~2024년 3월: (재)바보의 나눔 이사장
- 2018년 3월~ : 주교회의 평신도사도직위원회 위원장
- 2022년 1월~2024년 3월: 서울대교구 서서울지역 담당 교구장 대리
- 2022년 1월~2024년 3월: 서울대교구 순교자현양위원회 위원장
- 2024년 3월 13일: 제3대 의정부교구장 임명
- 2024년 5월 2일: 제3대 의정부교구장 착좌
- 2024년 10월 ~ : 주교회의 신앙교리위원회 위원장